# Швейцарська національна бібліотека
Швейцарська національна бібліотека (нім. Schweizerische Nationalbibliothek, фр. Bibliothèque Nationale Suisse, італ. Biblioteca Nazionale Svizzera, ромш. Biblioteca naziunala svizra) — найбільша наукова бібліотека Швейцарії, розташована в Берні. Бібліотека входить до складу федерального управління у справах культури, яке в свою чергу підпорядковується Федеральному департаменту внутрішніх справ.

## Історія
1894 року був розроблений федеральний указ про створення Швейцарської національної бібліотеки. Саме тому це рік вважається роком заснування бібліотеки. Згодом указ був затверджений Сенатом та Національною радою. А з 1895 року бібліотека вже починає свою діяльність. Перше приміщення бібліотеки було розміром завбільшки з чотирикімнатну квартиру й не мало електричного освітлення. 1899 року бібліотека переїздить в нове просторіше приміщення в будівлі федерального архіву. 1901 року з'явився перший бібліографічний бюлетень Швейцарської національної бібліотеки. У сучасному вигляді бібліотека постала 1931 року, коли переїхала до нової будівлі, в якій знаходиться досі. Спорудження будівлі почалося 1928 року за проєктом архітекторів Гоштетлера, Кауфмана та Ешгера.

## Фонди
Основою фондів бібліотеки є колекція «Гельветика» (нім. Helvetica-Sammlung), тобто видання, опубліковані у Швейцарії та закордонні видання про Швейцарію. «Гельветика» займає в бібліотеці 60 000 метрів книжкових полиць і становить 5,5 млн одиниць зберігання.
- «Загальна колекція» охоплює книги, журнали, газети, карти, ноти та інші друковані видання.
- Цифрова колекція наразі перебуває в стадії розбудови.
- Швейцарський літературний архів охоплює більше 250 приватних архівів та великі приватні бібліотеки швейцарських письменників та письменників, які мешкали в Швейцарії.
- Графічна колекція містить друки XVII—XX століть. До цього відділу входить також колекція історичних фотографій, історичних листівок, плакатів та інших візуальних матеріалів.

## Керівництво
Директором бібліотеки з 1 квітня 2005 року й до сьогодні (стан: липень 2012) є Марі-Крістін Доффі. Марі-Крістін має вчений ступінь в області гуманітарних наук. Вона працює в швейцарській національній бібліотеці з 1991 року і за час роботи перебувала на кількох керівних посадах, в тому числі як заступник директора з 2003 року по березень 2005 року.

## Користування
Абонемент бібліотеки було відкрито 1900 року. Брати книжки додому через абонемент є безкоштовною послугою бібліотеки для всіх повнолітніх, що постійно проживають на території Швейцарської конфедерації. Читачі бібліотеки, що мешкають за межами Берна, можуть одержати книжки для домашнього користування через пошту. Винятком є лише особливо давні чи цінні видання.